# أودي 80
أودي 80 (بالإنجليزية: Audi 80) هي سيارة من صناعة أودي أنتجت في 1966 وتوقف إنتاجها في 1996.

## معرض صور

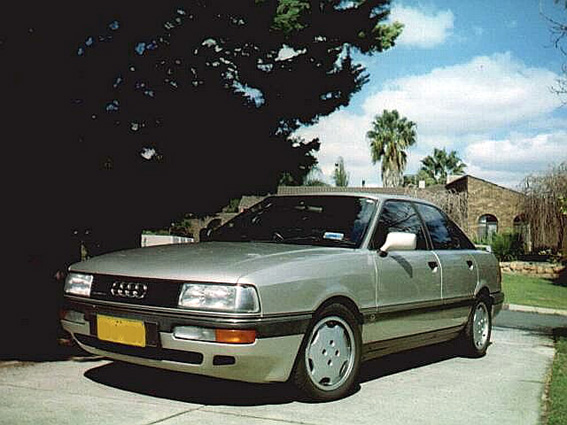
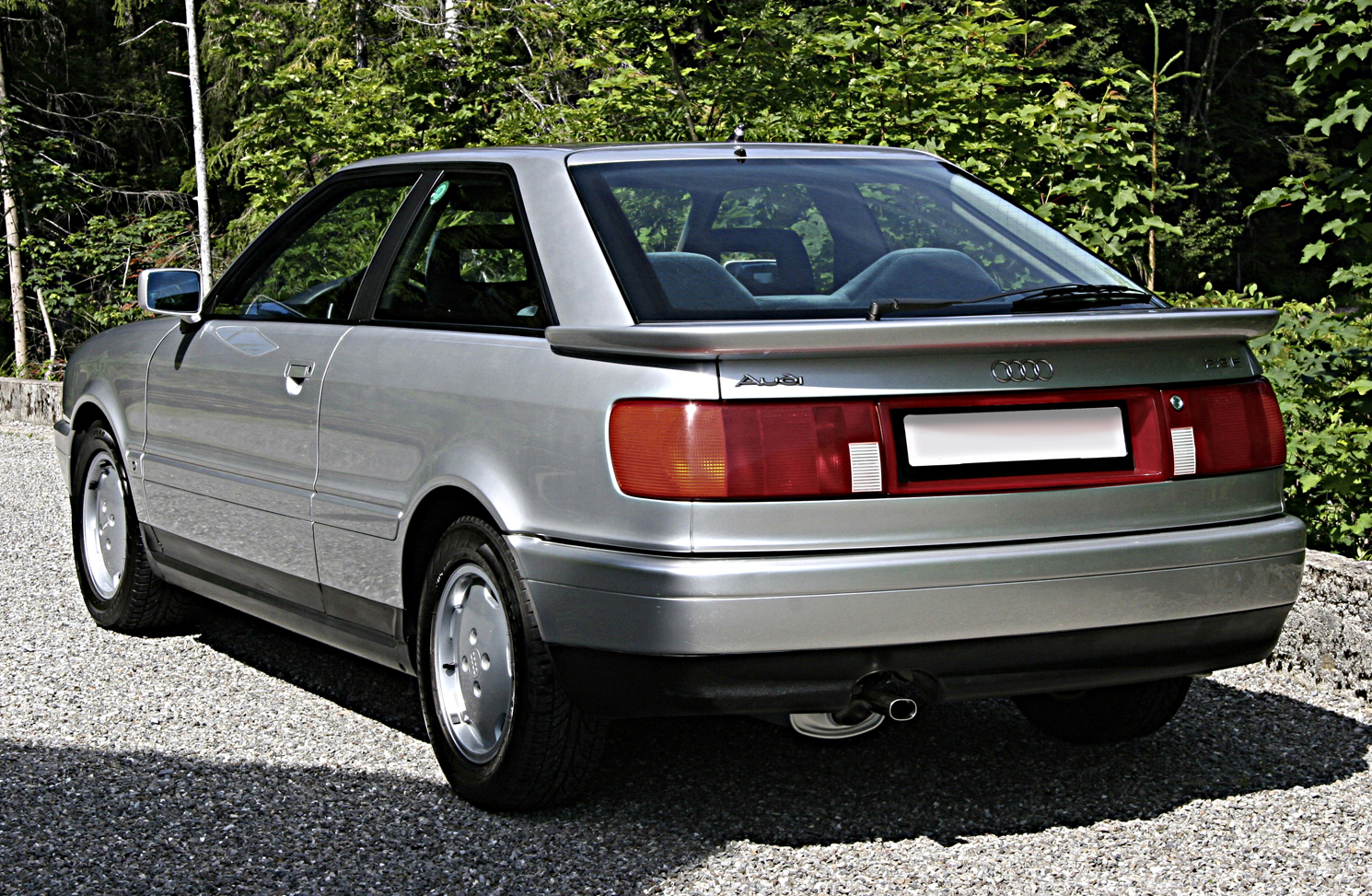
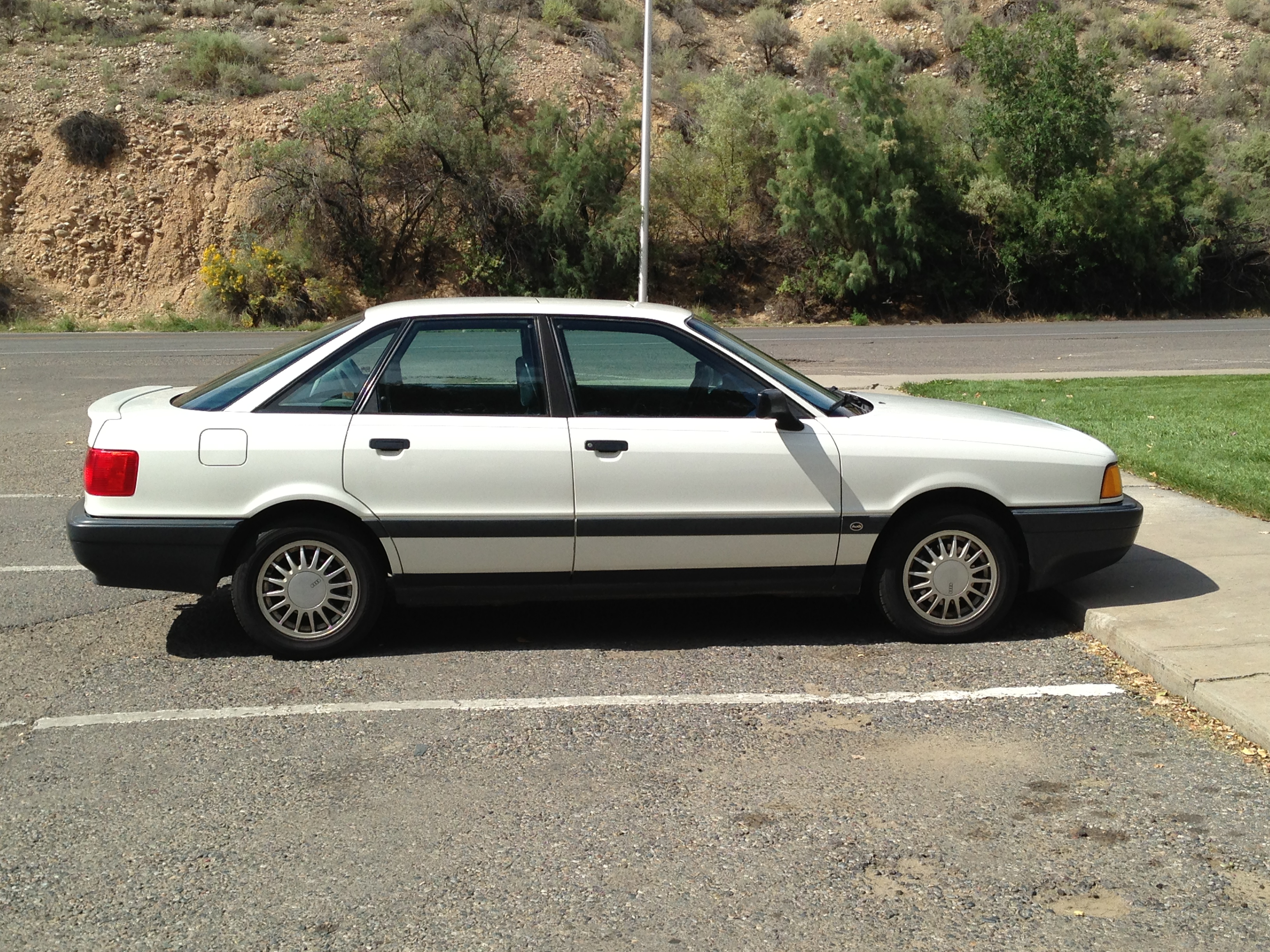
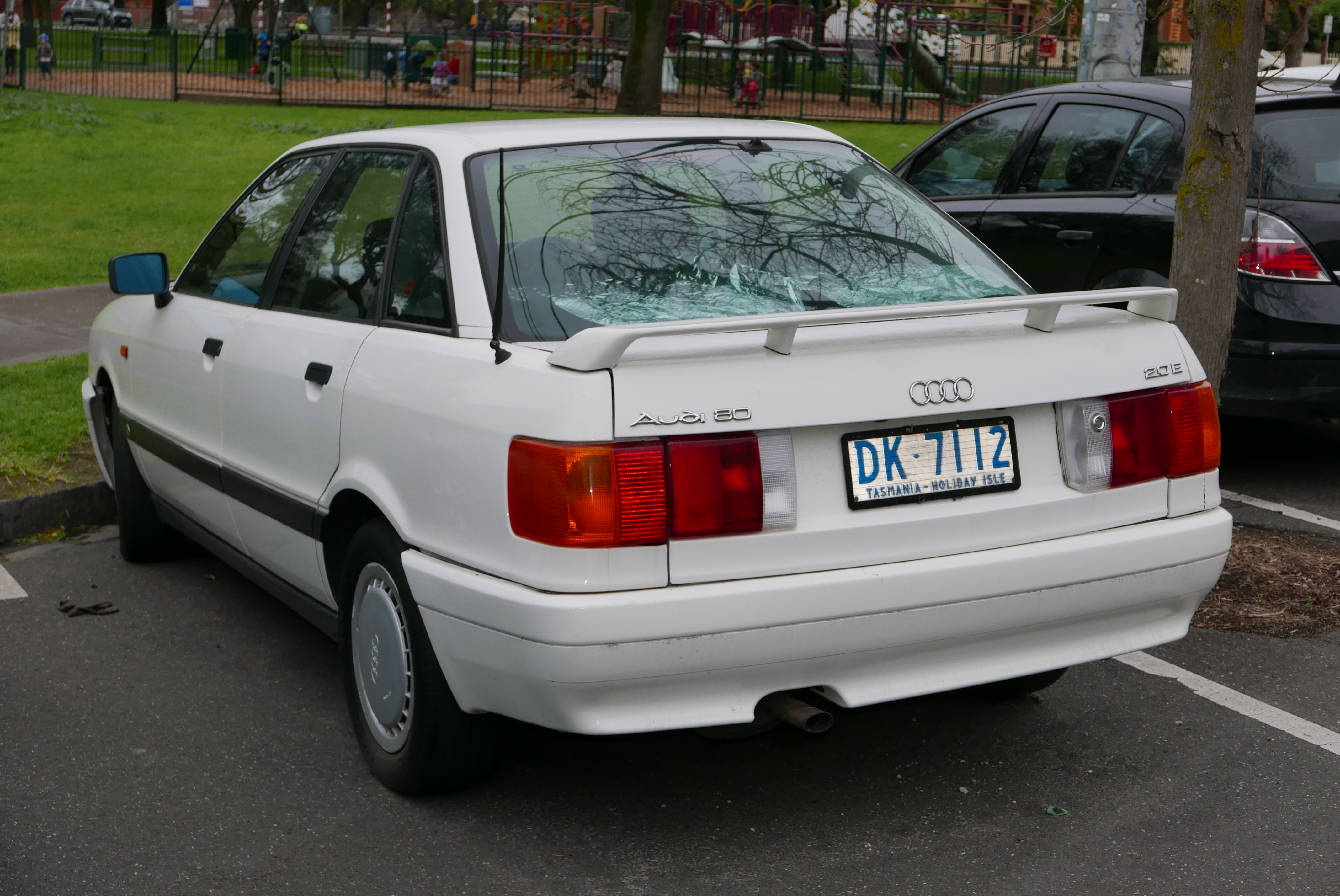